# Challenge international de tourisme
Le Challenge International de Tourisme était une ancienne compétition internationale de course aérienne imaginé par l'Aéro-Club de France et organisée par la Fédération aéronautique internationale.
Prenant la suite du trophée d'Aviation Gordon Bennett, la compétition majeure entre 1909 et 1920, il s'agissait de la plus grande compétition aérienne de l'entre-deux-guerres.

## Histoire
La première édition en 1929 à Paris. Par la suite, la nation championne en titre est chargée de l'organisation de l'édition suivante.
En raison de leur victoire en 1934, la Pologne devait organiser l'édition en 1936, mais elle décida de se retirer pour des raisons financières. La FAI suggéra que d'autres pays organisent le concours mais l'Allemagne, l'Italie et la France déclinèrent. Le concours de 1934 est ainsi resté la dernière compétition. Le Aeroklub Polski (Aéro-Club de Pologne) conserva le trophée.

## Vainqueurs du Challenge International

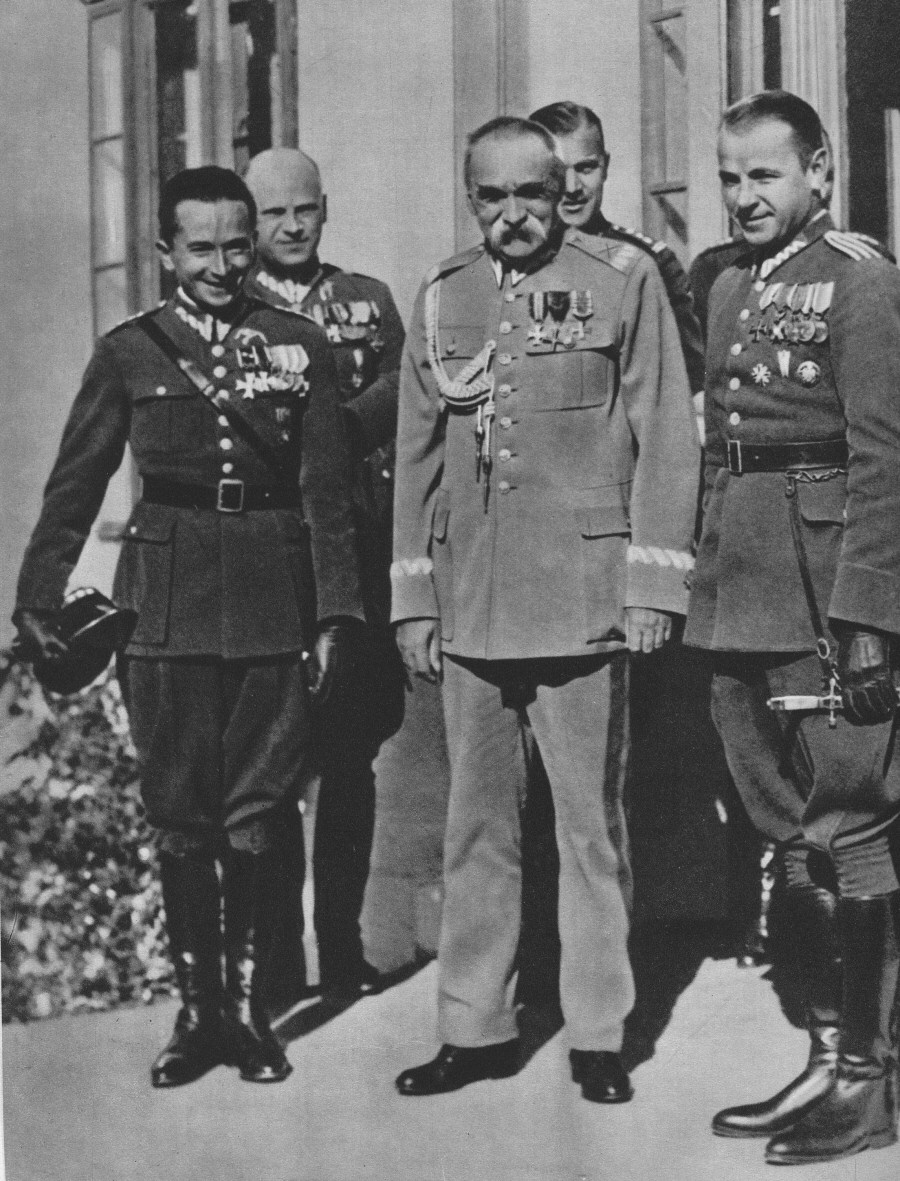
Jerzy Bajan pilote vainqueur en 1934 (à gauche) et son mécanicien Gustaw Pokrzywka (à droite) entourant le ministre Józef Piłsudski.

| Année | Nation victorieuse | Pilote                        | Avion     | Points    | Lieu                      |
| ----- | ------------------ | ----------------------------- | --------- | --------- | ------------------------- |
| 1929  | Allemagne          | Friedrich-Wilhelm Morzik (en) | BFW M.23b | 138,5 pts | Paris-Orly, France        |
| 1930  | Allemagne          | Friedrich-Wilhelm Morzik (en) | BFW M.23c | 427 pts   | Berlin-Staaken, Allemagne |
| 1932  | Pologne            | Franciszek Żwirko (en)        | RWD-6     | 461 pts   | Berlin-Staaken, Allemagne |
| 1934  | Pologne            | Jerzy Bajan                   | RWD-9S    | 1896 pts  | Varsovie-Mokotów, Pologne |